# 骨付鳥

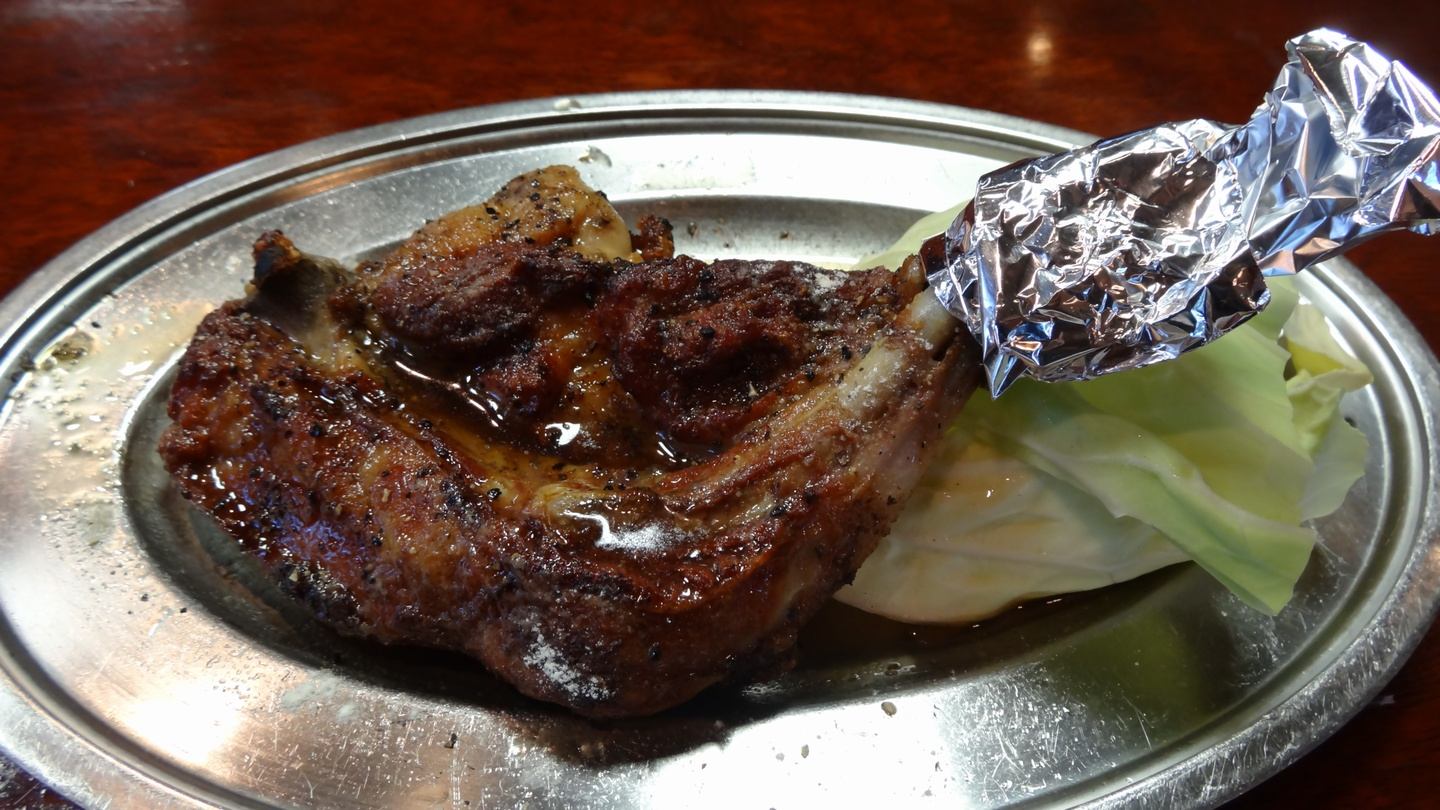
骨付鳥（丸亀市内の店舗にて撮影）

骨付鳥（ほねつきどり）は、鶏の骨付きもも肉を焼いた香川県丸亀市のご当地グルメ。稀に「骨付き鳥」と表記されるが、それは間違いである。
塩とコショウとニンニクで下味付けした鶏もも肉を焼いたもので、丸亀にある居酒屋「一鶴」の創業者（近藤定市、田鶴子夫妻）が、ハリウッド映画に出てきたローストチキンをヒントに1953年から売り出した。その後、一鶴が横浜市、大阪市に進出し、うどんに次ぐ香川県の名物として注目されるようになった。一鶴以外にも居酒屋のメニューとして取り入れられることが多く、テイクアウトで提供する店もある。
丸亀市ではご当地グルメとして骨付鳥を全国に広める活動を行っており、公式ガイドブック「骨付鳥大百科」を作成し観光案内所などで配布している。また、骨付鳥をキャラクター化した「とり奉行 骨付じゅうじゅう」を考案、丸亀市の公式観光キャラクターとして活動している。